# Быстрый (эсминец, 1987)
«Быстрый» — 11-й эскадренный миноносец проекта 956 «Сарыч» (код НАТО — «Sovremenny class destroyer»).

## Строительство
Заложен на заводе № 190 им. А. А. Жданова 29 октября 1985 года (строительный № 871), спущен 28 ноября 1987 года. Крёстная мать корабля — Елена Корсун. Проходил ходовые и государственные испытания с 2 августа по 24 сентября 1989 года. Принят флотом 30 сентября, 28 октября на корабле был поднят советский военно-морской флаг. 30 октября 1989 года эсминец вступил в состав Советского Военно-Морского Флота. На период строительства был включён в состав 13 бригады строящихся и ремонтирующихся кораблей (13 брстремк) Ленинградской военно-морской базы, на период испытаний включён в состав 76-й бригады ракетных кораблей 12-й дивизии ракетных кораблей с базированием на военно-морскую базу Лиепая.

## Служба
С 1989 года зачислен на Тихоокеанский флот в состав 175 бригады ракетных кораблей 10-й ОПЭСК. 14 июня 1990 года «Быстрый» был введён в состав сил постоянной готовности. С 5 по 8 июня 1990 года корабль под флагом контр-адмирала В. Литвинова и совместно со сторожевым кораблём «Неукротимый» нанёс визит в Киль (ФРГ). В Киле при маневрировании корабля произошло столкновение последнего с германским фрегатом. При столкновении эсминцу повреждений нанесено не было. С 21 по 23 июня участвовал в учениях Балтийского флота под флагом Главнокомандующего ВМФ; 26 июня в Таллине корабль посетили более 100 военных атташе.
С 15 сентября по 3 ноября 1990 года «Быстрый» совершил межфлотский переход на Тихоокеанский флот совместно с крейсером «Червона Украина» с заходом в ПБ Камрань. С 15 по 22 декабря обеспечивал испытания ПЛ в Японском море. По итогам года был признан лучшим кораблём по подготовке и защите от ОМП. С 24 по 26 апреля 1991 года эсминец участвовал в учениях по обеспечению ПВО и ПЛО ТАКР. С 14 по 16 августа 1991 года эсминец «Быстрый» принимал участие в совместных учениях в Японском море, принимал наблюдателей из восьми стран. По итогам года в составе КУГ (вместе с эсминцем «Боевой») завоевал Приз Главнокомандующего ВМФ за артиллерийскую стрельбу по морской цели (1-е место на КЧФ среди кораблей 1 ранга.
17 февраля 1992 года «Быстрый» оказывал помощь при тушении пожара на БПК «Адмирал Захаров» в Амурском заливе, с 18 по 22 апреля совместно с эсминцем «Безбоязненным» проводил поисковую противолодочную операцию в Японском море, в ходе которой было зарегистрировано шесть контактов с иностранными ПЛ). В августе-сентябре 1992 года прошёл докование на «Дальзаводе».
13 апреля 1993 года эсминец демонстрировался Главнокомандующему ВМС Китая. 18 августа этого же года «Быстрый» вышел в море совместно с БПК «Адмирал Пантелеев» и танкером «Печенга». 21 августа на корабле произошла авария подшипника, 24 августа на буксире у «Печенги» эсминец был введён в порт Циндао (КНР), куда корабль прибыл с официальным визитом. С 31 августа по 4 сентября эсминец под флагом вице-адмирала И. Н. Хмельнова находился с визитом в порту Пусан (Южная Корея). 6 сентября корабль возвратился во Владивосток. За 1993 год эсминец прошёл 4506 морских миль.
С октября 1993 по март 1994 года «Быстрый» находился в ремонте. За 1994 год корабль прошёл 2582 морских мили. По итогам состязательной ракетной стрельбы 21 апреля 1995 года «Быстрым» был завоёван Приз Главнокомандующего ВМФ. В течение 1995 года корабль прошёл 2240 морских миль. Завоевал 25 сентября 1996 года Приз Главнокомандующего по ракетной подготовке, участвовал в параде, посвящённом 300-летию российского флота. За 1996 год прошёл 2200 морских миль.
В период с 11 по 17 декабря 1997 года эсминец сопровождал возвращающуюся с боевой службы АПЛ К-500, участвовал в её проводке проливом Лаперуза. За год прошёл 2547 морских миль.
29 декабря 1998 года корабль был выведен в резерв 1-й категории по причине неудовлетворительного состояния трёх главных котлов.
10 июля 2003 года на борту корабля при установке переносного освещения от поражения электрическим током погиб на месте котельный машинист.
25 июля 2004 года — участие в морском параде, посвящённом 308-летию Российского флота. С 19 августа по 4 сентября 2004 года выполнение боевой задачи по встрече и проводке через пролив Лаперуза ПЛ К-565. С 24 сентября по 20 октября 2004 года выполнение боевой задачи по сопровождению ПМ-74 и БДК-98 на Камчатку и обратно.
24 сентября 2010 года в машинном отделении эсминца вспыхнул пожар. Матрос Алдар Цыденжапов смог потушить пожар и фактически спас корабль. Через четыре дня он скончался в госпитале от полученных ожогов, посмертно удостоен звания Герой России.
С 3 июня по 28 июня 2013 года отряд кораблей (ЭМ «Быстрый», БДК «Ослябя» и МБ «Калар») вышел из Владивостока и отправился в военно-исторический морской «Поход Памяти» посвященный Победе в Великой Отечественной войне, 282-й годовщине ТОФ и 200-летию со дня рождения адмирала Г. И. Невельского. Маршрут похода был Владивосток — Невельск — Южно-Курильск — Северо-Курильск — Вилючинск — Охотск — Корсаков — Южно-Сахалинск — Владивосток. Корабли прошли за 25 суток 4200 миль. По итогам 2013 года корабль занял первое место в состязании на первенство Военно-Морского Флота 2013 года между кораблями 1-2 ранга — по уничтожению кораблей противника с выполнением ракетных стрельб по морским целям.
По состоянию на начало 2015 года, с момента постройки, корабль прошёл 43 792 морские мили, правительственными наградами награждены 13 человек из экипажей корабля.
2 ноября 2015 года вышел из Владивостока в море и начал переход в порт Вишакхапатнам (Республика Индия) в составе отряда кораблей — ГРКР «Варяг», танкера «Борис Бутома» и спасательного буксирного судна «Алатау» для проведения совместного военно-морского учения «ИНДРА НЭВИ-2015», которые прошли с 7 по 12 декабря 2015 года.
27 января 2016 года эсминец пришел в постоянный пункт базирования — Владивосток. По результатам 2016 года экипаж эсминца стал лучшим среди ракетно-артиллерийских кораблей 1-2 ранга ВМФ РФ в соревнованиях на приз Главкома ВМФ России.
Летом 2019 года участвовал в учениях в Японском море. В 2021 году выведен в резерв.
1 декабря 2021 года на эсминце спущен Андреевский флаг.

## Командиры[3]
- С 30 августа 1988 года — капитан 2-го ранга Крайнов Александр Викторович;
- С 17 августа 1993 года — капитан 2-го ранга Блеер Андрей Владленович;
- С 18 сентября 1995 года — капитан 3-го ранга Решетников, Сергей Николаевич;
- С 9 марта 1997 года — капитан 2-го ранга Садов, Игорь Сергеевич;
- С 8 сентября 1997 года — капитан 3-го ранга Соколов Игорь Валерьевич;
- С 19 июня 1999 года — капитан 2-го ранга Стетюха Александр Анатольевич;
- 2000—2002 — капитан 2-го ранга Носатов Александр Михайлович[8];
- С апреля 2002 года — капитан 1-го ранга Чехлов Сергей Иванович;
- С 2002 — капитан 1-го ранга Сапрыкин Андрей Валентинович[9];
- С 2008 года — капитан 2-го ранга Огнев Андрей Валентинович[10][11];
- С мая 2011 года — капитан 1-го ранга Ступаков Станислав Олегович;
- С ноября 2013 года — капитан 2-го ранга (с июня 2015 года капитан 1-го ранга) Петрачков Руслан Евгеньевич.
- С 2017 года — капитан 1 ранга Катков Александр Сергеевич.

## Герои
- Цыденжапов, Алдар Баторович (1991—2010) — машинист котельной команды машинно-котельной группы дивизиона движения электромеханической боевой части, матрос (16.11.2010, посмертно присвоено звание Герой России).

## Бортовые номера
В ходе службы эсминец сменил ряд следующих бортовых номеров:
- 1989 год — № 676;
- 1991 год — № 786;
- 1993 год — № 715.